# Don Grolnick
Don Grolnick (23. september 1947 i Brooklyn, New York – 1. juni 1996) var en amerikansk pianist og komponist.
Grolnick var nok mest kendt som Steps Ahead´s originale pianist. 
Han gjorde sig også bemærket med andre musikere såsom Billy Cobham, James Taylor, Carly Simon, Michael Brecker, Linda Ronstadt, Bette Midler, David Sanborn, Dave Holland, Marcus Miller, John Scofield, Steely Dan og gruppen Dreams.
Han var også med på et par plader med gruppen The Brecker Brothers,
og var også i en periode med i Bob Mintzer´s bigband.
Grolnick var også en fremragende komponist. Han komponerede f.eks. Nothing Personal og Cost of Living, som begge i dag hører til jazzens moderne standard rep. 
Han indspillede en række plader i eget navn.

## Diskografi

### i eget navn
- Hearts and Numbers
- Weaver of Dreams
- Nighttown
- Medianoche
- London Concert

### med Steps
- Step by Step
- Smokin´In The Pit
- Paradox